# Phyllodactylus martini
Phyllodactylus martini är en ödleart som beskrevs av  Lidth De Jeude 1887. Phyllodactylus martini ingår i släktet Phyllodactylus och familjen geckoödlor. Inga underarter finns listade i Catalogue of Life.